# Печера Афава
Печера Афава (англ. Afawa Cave) — карстова печера, розташована поблизу села Доу, громади Коярі, в адміністративному районі Кайруку-Хірі, Центральної провінції, Папуа Нової Гвінеї.

## Загальні відомості
Печера розташована в дуже віддаленому і важкодоступному районі; найпоширеніший спосіб добратися до печери — це 80-ти кілометровий, дводенний перехід від містечка Согері, мимо окремих ферм, сіл Ітікінуму та Кайлакі, через доволі широку річку Мусграв до села Доу. Від села — це одногодинний крутий підйом, щоб дістатися до висотної печери, де проживає велика колонія летючих лисиць (криланів).